# Аграрний ринок
Агрáрний р́инок — це сукупність правовідносин, пов'язаних з укладанням та виконанням цивільно-правових договорів щодо вирощування, зберігання, купівлі та продажу сільськогосподарської продукції; сфера взаємодії суб'єктів ринку щодо забезпечення виробництва й вільного руху сільськогосподарської продукції, продовольчих товарів, засобів виробництва та послуг для агропромислового комплексу, аграрної науково-технічної продукції.
Аграрний ринок країни охоплює безпосередніх виробників, споживачів сільськогосподарських товарів і представників ринкової інфраструктури — посередників.
Суб'єктами аграрного ринку є виробники у сільському господарстві, де представлені всі типи сільськогосподарських виробників.
Більшість виробників сільгосподарської працюють у  сезонному режимі, основними періодами, коли виникає необхідність отримання кредитування або інших типів фінансування діяльності цих компаній є період перед початком та впродовж посівної кампанії. В цей час виробники купують насіння, засоби захисту, паливно, ремонтують та купують техніку, розраховуються з працівниками.
Зазвичай, вже після збору та реалізації врожаю виробники можуть покривати всі свої витрати та борги.